# Fille rousse
 Fille rousse è un dipinto a olio su tela (40,5 x36,5 cm) realizzato nel 1915 dal pittore italiano Amedeo Modigliani.
È conservato presso il Museo dell'Orangerie di Parigi.